# Michael Schuhmacher
Michael Schuhmacher (1957. augusztus 20. –) német labdarúgó.

## Pályafutása
Hivatásos pályafutását az 1. FC Kaiserslauternben kezdte 1978-ban. 1981-ig négy idényben játszott a Bundesligában, majd az 1981–1982-es szezonban a másodosztályú Bayer Uerdingen csapatához igazolt. Ottani második bajnoki idényében harmadik helyen végzett a csapattal, és az osztályozón a Schalke 04 legyőzésével sikerült kiharcolni a feljutást. Az 1–1-es döntetlennel véget ért idegenbeli visszavágón gólt szerzett. Az élvonalba viszont nem tért vissza, mivel a bajnokság végén a SG Wattenscheid 09-hoz távozott, ahol egy bajnoki idényt töltött. Utolsó klubjába, a Mainzba négy év kihagyást követően a Wattenscheid érintésével szerződött 1988-ban. Egy nagyobb megszakítással hét idényen keresztül profiskodott a Bundesliga 2-ben. Pályafutását 1993-ban fejezte be.

## Sikerei, díjai

### Klubcsapatokkal
- 1. FC Kaiserslautern:
  - Német bajnoki bronzérmes: 1979, 1980

- Bayer Uerdingen:
  - Német másodosztály bronzérmese: 1984